# Bladlus og bladlopper
Bladlus og bladlopper (Sternorrhyncha) er en underorden af Næbmundede (Hemiptera ).

## Klassifikation
Underorden: Sternorrhyncha
- Overfamilie: Psylloidea (Bladlopper)
  - Familie: Calophyidae
  - Familie: Homotomidae
  - Familie: Aphalaridae
  - Familie: Psyllidae
  - Familie: Triozidae
- Overfamilie: Aleyrodoidea (Mellus)
  - Familie: Aleyrodidae
- Overfamilie: Aphidoidea (Bladlus)
  - Familie: Aphididae
  - Familie: Adelgidae
  - Familie: Phylloxeridae
- Overfamilie: Coccoidea (Skjoldlus)
  - Gruppe: Archaeococcoidea
    - Familie: Ortheziidae
    - Familie: Margarodidae
    - Familie: Phenacoleachiidae

  - Gruppe: Neococcoidea
    - Familie: Stictococcidae
    - Familie: Pseudococcidae
    - Familie: Coccidae (Eks. Cochenillelus)
    - Familie: Aclerdidae
    - Familie: Dactylopiidae
    - Familie: Kermesidae
    - Familie: Cryptococcidae
    - Familie: Eriococcidae
    - Familie: Apiomorphidae
    - Familie: Kerridae
    - Familie: Tachardiidae
    - Familie: Beesoniidae
    - Familie: Lecanodiaspididae
    - Familie: Cerococcidae
    - Familie: Asterolecaniidae
    - Familie: Conchaspididae Green
    - Familie: Phoenicococcidae
    - Familie: Halimococcidae
    - Familie: Diaspididae